# Acido valerico
L'acido valerico o acido valerianico (nome IUPAC: acido pentanoico) è un acido carbossilico a catena lineare avente formula molecolare CH3(CH2)3COOH. Può essere considerato un acido grasso a catena corta.
L'acido pentanoico, come gli altri acidi carbossilici a basso peso molecolare, ha un odore spiacevole. Esso ha una struttura simile all'acido gamma-idrossibutirrico (GHB) e all'acido gamma-amminobutirrico (un neurotrasmettitore).

## Usi e presenza in natura
Il suo uso principale è nella produzione dei suoi esteri, infatti essi tendono ad avere un odore gradevole e vengono spesso usati nel campo dei profumi e dei cosmetici.
Il valerato di etile ed il valerato di pentile sono usati anche come additivi alimentari per via del loro sapore fruttato.
L'acido valerianico è contenuto nelle radici dell'eliotropo da giardino. In particolare è contenuto nella pianta della valeriana (Valeriana officinalis), da cui ne deriva il nome.

## Indicazioni di sicurezza
L'acido pentanoico può causare irritazioni a contatto con la pelle o gli occhi, tuttavia queste sono leggere perché tende a non evaporare a temperatura ambiente, a meno che non sia in forma pura (glaciale). È comunque tossico per l'ambiente acquatico e quindi è bene prevedere delle giuste norme di sicurezza nello stoccaggio e in caso di incidente facendo attenzione a non disperdere in acqua il composto.